# William Hayward Pickering
Ne doit pas être confondu avec William Henry Pickering.
Pour les articles homonymes, voir Pickering (homonymie).
William Hayward "Bill" Pickering, né le 24 décembre 1910 et mort le 15 mars 2004 , est un ingénieur d'origine néo-zélandaise qui a dirigé de 1954 à 1976 (22 ans) le Jet Propulsion Laboratory (JPL),. Il était haut responsable à la NASA et pionnier dans l'exploration de l'espace. Il est également fondateur de l'Académie nationale d'ingénierie des États-Unis.
En son honneur, la Société royale de Nouvelle-Zélande décerne la médaille Pickering, distinction scientifique annuelle.

## Jeunesse et études
William Pickering est né à Wellington, Nouvelle-Zélande, le 24 décembre 1910.
Après des études à l'école d'Havelock, là où Ernest Rutherford avait fait ses études 30 ans plus tôt, se dirigea vers le collège Wellington. Grâce à l'appui de Charles Gifford, son professeur de mathématique, il entreprit d'étudier la mécanique céleste.
En 1929, après un an d'étude à l'université de Canterbury en ingénierie, il émigre aux États-Unis pour continuer ses études au California Institute of Technology (CalTech). Il y reçoit son bachelier en 1932 et son master en physique en 1933.
Incapable de trouver un emploi en Nouvelle-Zélande, il retourne à CalTech comme étudiant-chercheur. Sous la direction de Robert A. Millikan, il commence une thèse de doctorat qu'il finit en 1936. Elle est consacrée à l'étude expérimentale des particules cosmiques. Il était responsable d'un compteur Geiger.
Il se fait naturaliser en 1941.
De 1934 à 1944, il travaille en collaboration avec R. Millikan sur les rayons cosmiques ainsi qu'avec H. Victor Neher, qui avait travaillé avec lui durant sa thèse. Durant cette période, il envoie de nombres ballons-sondes dans la stratosphère pour mesurer le rayonnement cosmique près de l'équateur magnétique de la terre.
Il devient professeur à CalTech en ingénierie électrique et donne cours en parallèle de sa carrière au JPL.

## Carrière au Jet Propulsion Laboratory
En 1944, Dr William Pickering commence sa carrière au Jet Propulsion Laboratory (JPL), division à l'époque de CalTech avant son rattachement à la NASA en 1958. Il est chargé d'organiser les recherches dans le domaine de l'électronique pour la mise au point de système de guidage de missiles. Il devient, en 1949, chef du projet Corporal, premier missile balistique opérationnel développé par le JPL.
En tant que directeur du JPL à compter de 1954, il joue un rôle central dans les programmes clés d'exploration du système solaire confiés à son établissement. Après le lancement de Spoutnik 1 par l'URSS, il met en place une équipe pour développer en 83 jours le premier satellite américain, Explorer 1. Il est équipé d'un simple compteur Geiger fourni par le Dr James Van Allen. Le succès de ce satellite donnera lieu à la célèbre photo (ci-dessous) où W. Pickering, J. Van Allen et W. von Braun soulèvent une maquette d'Explorer 1,.
Il oriente la politique du JPL vers l’exploration robotique du système solaire et non vers des satellites ou des missions habitées. C'est ainsi que les programmes Pioneer, Ranger, Mariner, Surveyor et Viking voient le jour durant son directorat.

En 1976, à 66 ans, il se retire du JPL et prend sa retraite,.

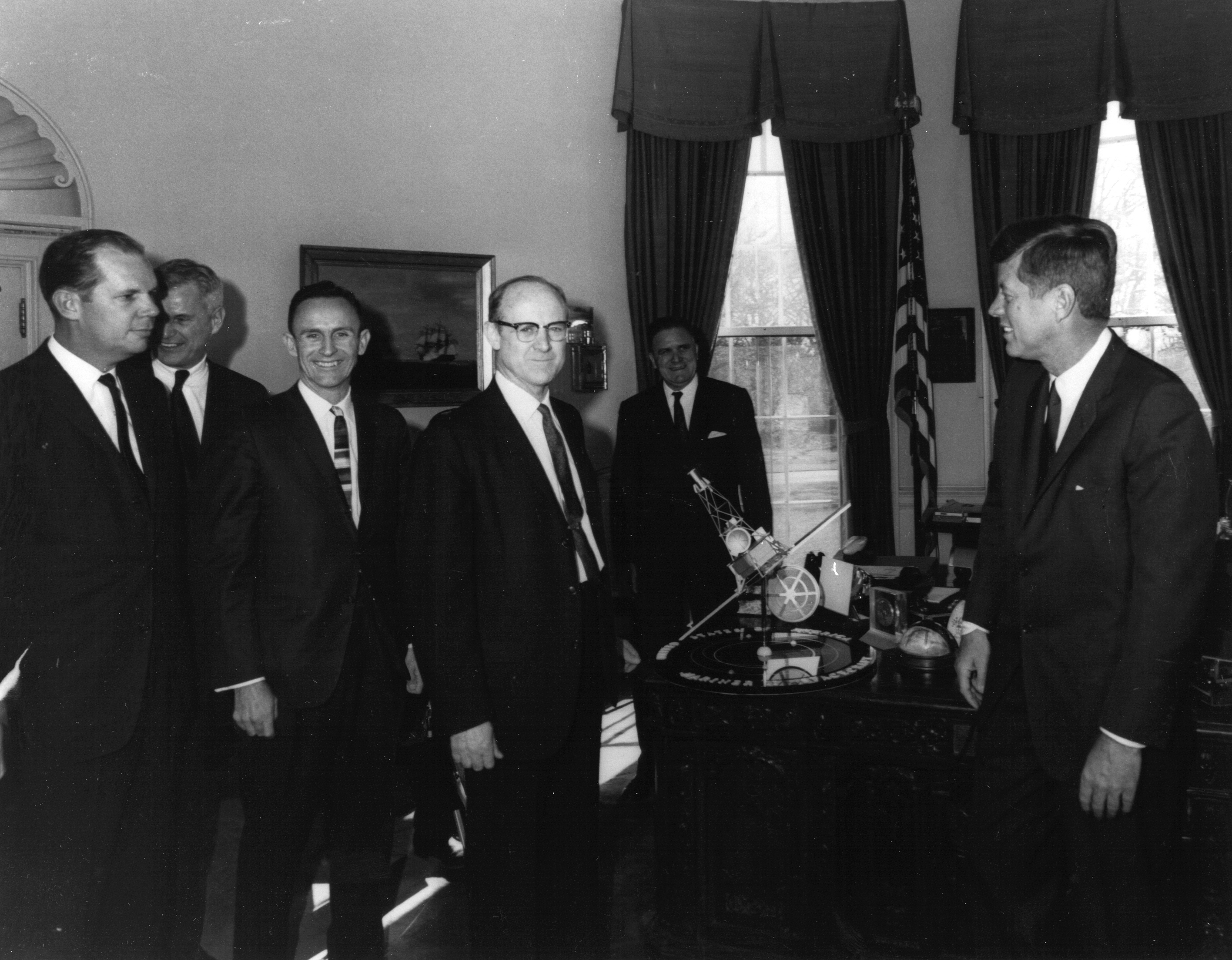
W. Pickering et J.F. Kennedy devant une maquette de la sonde Mariner 2
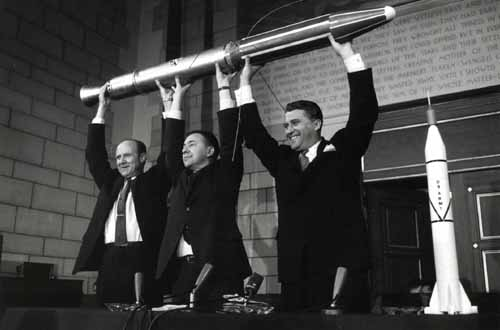
W. Pickering, J. Van Allen et W. von Braun après le lancement réussi d'Explorer 1, premier satellite artificiel américain.

## Retraite
Après sa pension du JPL, il dirige pendant deux ans l'université du roi Fahd du Pétrole et des Mines en Arabie saoudite. En 1983, il fonde Lignetics Inc, une société qui produit des pellets pour le chauffage domestique.
De 1977 à sa mort en 2004, il est mécène de la New Zealand Spaceflight Association, une association à but non lucratif qui promeut les études en astronautiques et les sciences reliées au domaine.
De 1999 à sa mort en 2004, il est également mécène du groupe de recherche Nexus, un organisme qui organisait des laboratoires dans des écoles en Nouvelle-Zélande.

## Décès
William Pickering décède, à La Cañada Flintridge (Californie), d'une pneumonie le 15 mars 2004 à l'âge de 93 ans,.

## Vie personnelle
William Pickering était marié à Inez Chapman Pickering. Il a eu une fille Elizabeth Mezitt et un fils William Balfour Pickering. Ce dernier est décédé deux jours avant son père.

## Prix et récompenses
- 1965 : médaille du service distingué de la NASA[2].
- 1975 : chevalier honoraire, distinction remise par la reine Élisabeth II[2].
- 1976 : médaille nationale de la science remise par le président Gerald Ford[2].
- 1987 : il est accueilli au hall of fame de la Society of Satellite Professionals International pour les 30 ans de Spoutnik 1[2].
- 1993 : François-Xavier Bagnoud Aerospace Award : grâce à la récompense, il met en place une bourse d'études à CalTech[2].
- 1994 : Prix japonais décerné par l'empereur[1],[2].
- 2003 : membre honoraire de l'ordre de Nouvelle-Zélande[2].
- 2009 : pour l'année mondiale de l'astronomie, Pickering est sélectionné pour qu'un des monts du parc national de Fiordland en Nouvelle-Zélande porte son nom. Ce nom est officialisé en 2008[5].
- 2018 : la société néo-zélandaise Rocket Lab annonce que la quatrième lancement de sa fusée Electron aura pour nom This one's for Pickering (« Celle-ci est pour Pickering »), en l'honneur de W. Pickering[6].
- Dr W. Pickering fait la couverture du Time deux fois. Une fois en 1963 et une fois en 1965 à la suite des missions Mariner[2].
- L'astéroïde (5738) Billpickering porte son nom.

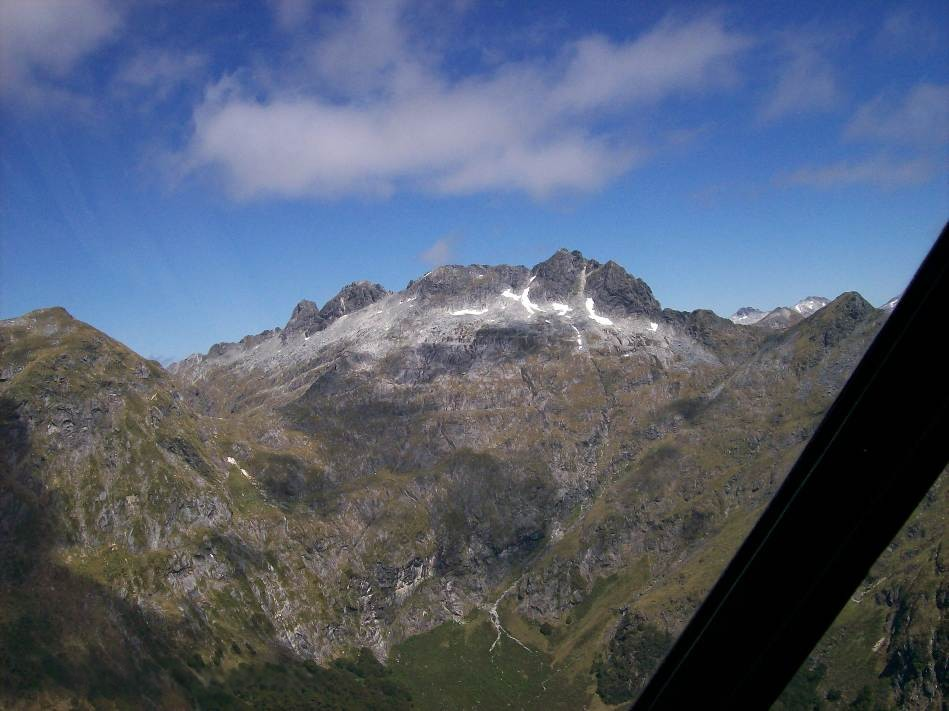
Le mont Pickering en Nouvelle-Zélande a été baptisé ainsi en son honneur.